# Alexander du Prel
Alexander du Prel (* 1970 in Bad Kissingen, Unterfranken) ist ein deutscher Kameramann.

## Leben
Als Sohn des Medizinerehepaares Maximilian Freiherr von du Prel und Gesa Tilmara Freifrau von du Prel geb. Tjaden wuchs er in Bad Kissingen als eines von sieben Kindern auf.
Während seiner Schulzeit am Gymnasium Bad Kissingen war er neun Jahre Schülersprecher und arbeitete für die Schülerzeitung Voice u. a. als Bildredakteur. Zusätzlich schrieb du Prel als freier Mitarbeiter für die Lokalblätter Saale Zeitung und Main Post.
Noch während seiner Schulzeit fing er im Jahr 1990 am Fränkischen Theater Schloss Maßbach als Bühnenphotograph an und übte diese Tätigkeit bis 1998 aus.
Zwischen 1992 und 1994 spielte du Prel in verschiedenen Rollen als Schauspieler am theater ensemble Würzburg u. a. den Prinzen Philipp in Witold Gombrowiczs Yvonne - die Burgunderprinzessin unter der Regie von Roman Malinowsky. Ab 1994 studierte er an der Gesamthochschule Universität Kassel Visuelle Kommunikation/Kunst in der Klasse für Film und Fernsehen bei Manfred Vosz. Sein wichtigster Lehrer dort war (neben Günter Reisch,  Michael Dudok de Wit und Roman Malinowski) Kazimierz Bendkowski.
1998 inszenierte er am theater ensemble Würzburg Draussen vor der Tür von Wolfgang Borchert und spielte darin nach krankheitsbedingtem Ausfall eines Schauspielers auch die Rolle des Anderen. Zwischen 1998 und 2000 studierte du Prel dann in der Meisterklasse von Michael Ballhaus an der Universität Hamburg im Aufbaustudium Film. Neben Ballhaus hatte er dort u. a. Seminare bei Wadim Jussow, Raoul Coutard, Witold Sobociński, Jerzy Wójcik, Karl Walter Lindenlaub und Dramaturgie bei Sacha Mitta. Dieses Studium schloss er im Jahre 2000 mit summa cum laude mit dem Diplomfilm Ist gut jetzt (Prod.: Sven Halfar, Regie: Frank Nesemann) ab. 2001 besuchte er noch die Budapest Summer School bei László Kovács und Vilmos Zsigmond.
Mit Ist gut jetzt verbunden waren verschiedene Preiserhalte unter anderem der Student Camera Award (2000) und den Förderpreis in der Kategorie Kurzfilm des Deutschen Kamerapreises (2001). Mit der Inszenierung Liliom am Thalia Theater Hamburg 2000 begann du Prel in den Folgejahren mehrfach für Michael Thalheimer als Videokünstler zu arbeiten.
Parallel dazu führte du Prel bei einer ganzen Reihe von Kurzfilmen (52) die Kamera und drehte mit Sergei Bodrow den Dokumentarfilm Drunken Sailor über die Tiger Lillies, mit Alfred Behrens das dokumentarische Essay Das Spiel ohne Ball das für den Adolf-Grimme-Preis nominiert wurde und den Dokumentarfilm Schlaue Bauern mit Götz Penner. Im Spätherbst 2008 drehte du Prel dann in Irland unter der Regie von Conor McDermottroe den Spielfilm Swansong - Story of Occi Byrne der neben anderen Nominierungen und Preiserhalten auch 2010 bei Camerimage zum Golden Frog nominiert wurde.
Von 2014 bis 2019 hatte er eine Professur für Film und Video im Bereich Bühnenbild am an der Universität Mozarteum, Salzburg, Österreich inne.
Alexander du Prel lebt und arbeitet in Hamburg und Berlin.

## Filmographie

### Spielfilme (Auswahl)
- Silvi, D 2013, Regie: Nico Sommer
- Swansong - Story of Occi Byrne, IRL/D 2010, Regie: Conor McDermottroe
- Viva Europa! D/NL 2009, Regie: Edwin Brienen
- Und die Angst bleibt draußen..., D 1996, Regie: Christoph Steinau

### Dokumentarfilme (Auswahl)
- Die Halle - Leben im Freiraum  D 2019, Regie: Alexander du Prel
- Still Around, US 2011, Regie: Debora Craig, Jörg Fockele, Stuart Gaffney, Sade Huron, Debra A. Wilson u. a.
- Drunken Sailor, D/RU/I/FR 2007, Regie: Sergei Bodrow
- Schlaue Bauern, D 2011, Regie: Götz Penner
- Das Spiel ohne Ball, D 2004, Regie: Alfred Behrens

### Kurzfilme (Auswahl)
- Limbus, D/US 2008, Regie: Jörg Fockele
- Das Fest der Feste, D 2007, Regie: Frank Müller
- Anne, D 2007, Regie: Britta Burneleit
- Ausgerechnet Fussball, D 2005, Regie: Janina Dahse
- Aaton, D 2005, Regie: Stefan A. Vilner
- Der Schaumreiniger, D 2004, Regie: Christopher Lenke, Philip Nauck
- Anemonenherz, D 2004, Regie: Janina Dahse
- Styx, D 2003, Regie: Falk C. Ulbrich
- Noch Fünf Stunden, D 2002, Regie: Nils Daniel Finckh
- Leila läuft (99Euro Filme), D 2001, Regie: Peter Lohmeyer
- Lebewohl, D 2001, Regie: Marko Fuchs
- Ist Gut Jetzt, D 2000, Regie: Frank Nesemann
- Eine Nacht in Tunis, D 1996, Regie: Semih Axu
- Vergessen Sie Camus …, D 1995, Regie: Matthias Martens

## Video Installationen
- 2018: Peer Gynt, Dramaten Königliches Dramatisches Theater Stockholm, Regie:Michael Thalheimer
- 2015 Fidelio, National Theater Taipei, Regie: Andreas Homoki
- 2013 Fidelio, Opernhaus Zürich, Regie: Andreas Homoki
- 2013: Woyzeck, Dramaten Königliches Dramatisches Theater Stockholm, Regie:Michael Thalheimer
- 2013: Tschick, Theaterhaus Stuttgart, Regie: Nils Daniel Finckh
- 2012: Medeia, Frankfurter Bühnen, Regie:Michael Thalheimer
- 2010: Die heilige Johanna der Schlachtthöfe, Burgtheater Wien, Regie: Michael Thalheimer
- 2005: Frühlingserwachen, Deutsches Schauspielhaus Hamburg, Regie: Nils Daniel Finckh
- 2005: Lulu, Thalia Theater Hamburg, Regie: Michael Thalheimer[6]
- 2003: Woyzeck, Festspiele Salzburg, Regie: Michael Thalheimer
- 2002: Liebelei, Thalia Theater Hamburg, Regie: Michael Thalheimer
- 2002: Warum Herr R. Amok läuft, Frankfurter Bühnen, Regie: Michael Thalheimer[7]
- 2000: Liliom, Thalia Theater Hamburg, Regie: Michael Thalheimer

## Nominierungen und Auszeichnungen
- 2010: Swansong - Story of Occi Byrne, Golden Frog, Camerimage, Nominierung
- 2001: Ist gut jetzt, Deutscher Kamerapreis, Kategorie Kurzfilm, Förderpreis
- 2000: Ist gut jetzt, Filmfest München, Student Camera Award